# Love and Death on Long Island
Love and Death on Long Island je kanadsko-britský hraný film z roku 1997, který režíroval Richard Kwietniowski podle stejnojmenného románu Gilberta Adaira. Snímek měl světovou premiéru na Filmovém festivalu v Cannes 11. května 1997.

## Děj
Giles De'Ath je britský spisovatel, který po smrti své ženy žije sám a zcela se straní moderního světa. Jednoho dne si zapomene klíče a nemůže do bytu. Protože prší, jde do kina, aby se podíval na zfilmovanou knihu E. M. Forstera, ale omylem si koupí lístek na americký film pro dospívající Hotpants College II, ve kterém hraje Ronnie Bostock. Je uchvácen krásou mladého herce a začne jím být posedlý. Chodí na jeho filmy, kupuje si časopisy pro teenagery a vystřihuje si jeho obrázky. Dokonce si koupí i videorekordér a televizi, aby si mohl půjčit i jeho starší filmy. Změny v jeho chování znepokojují jeho okolí. Jeho přítel a agent mu doporučí, aby si vzal dovolenou. Giles se rozhodne setkat se s Ronniem na Long Islandu. Odletí proto do New Yorku a odjede do Ronnieho rodného města, kde si na několik týdnů pronajme pokoj v motelu. Hledá ve městě Ronnieho, nejprve neúspěšně, ale posléze se lstí seznámí s Ronnieho přítelkyní Audrey. Giles se stane pravidelným návštěvníkem jejich domu. Ronnie je polichocen Gilesem a Giles tvrdí, že pro Ronnieho napíše nový scénář, který lépe vyhovuje jeho hereckým schopnostem. Audrey začne být Gilesovo jednání podezřelé a s Ronniem odjedou na delší návštěvu k jejím rodičům. Giles při posledním setkání poví Ronniemu o svých citech k němu. Ronnie odmítne.

## Obsazení
| John Hurt       | Giles De'Ath      |
| Jason Priestley | Ronnie Bostock    |
| Fiona Loewi     | Audrey            |
| Sheila Hancock  | paní Barkerová    |
| Harvey Atkin    | Lou               |
| Gawn Grainger   | Henry             |
| Elizabeth Quinn | paní Reed         |
| Maury Chaykin   | Irving Buckmuller |
| Linda Busby     | paní Abbottová    |
| Bill Leadbitter | Eldridge          |
| Anne Reid       | Maureen           |
| Andrew Barrow   | Harry             |
| Dean Gariss     | Rob               |
| Robert McKewley | Salesman          |